# طعم الموت (رواية)
طعم الموت هي رواية جريمة صدرت عام 1986 للكاتبة البريطانية بي دي جيمس، وهي السابعة في سلسلة المقدم آدم دالغليش [الإنجليزية] الشهيرة. فازت الرواية بجائزة الخنجر الفضي [الإنجليزية] عام 1986، ورشحت لجائزة بوكر عام 1987.

## ملخص
في الردهة القذرة لكنيسة القديس ماثيو، بادنغتون، يعثر على جثتين مذبوحتين. أحدهما متشرد مدمن على الكحول، بينما الآخر هو السير بول بيروني، وهو بارونيت ووزير حكومي مستقيل. يحقق الشاعر والمحقق آدم دالغليش في واحدة من أكثر القضايا تعقيدًا في حياته المهنية.

## عنوان
العنوان مأخوذ من قصيدة قصيرة كتبها هاوسمان، مطبوعة في بداية الرواية.

## روابط خارجية
- طعم الموت  في قاعدة بيانات الأفلام على الإنترنت (بالإنجليزية)